# Billete a Brasil
Billete a Brasil fue un reality show producido por Cuatro y presentado por Julian Iantzi en 2011. Consiste en hacer habitable una posada de Brasil en ruinas, que constituye el premio final del programa. Al final del reality, el ganador se queda con el negocio. Durante el transcurso del programa, los participantes tenían que aprender el idioma y conocer la cultura brasileña, por lo que, aparte de clases de construcción, también asistían a clases de cocina brasileña, del idioma y de turismo de la zona.

## Mecánica
En el reality participaban 6 parejas, una de las cuales era expulsada cada 3 programas. Cada semana había una pareja que era la administradora, encargada de organizar las tareas. Cada semana, los profesores les ponían una nota. Cada tres semanas hacían una media de las tres notas y las tres parejas que se situaban en la parte inferior de la clasificación eran nominadas y el consejo secreto, formado por gente del pueblo en el que estaban, decidían qué pareja regresaba a España. El programa consistía en 13 capítulos: 12 normales y la final. De las dos parejas que quedaban, la gente del pueblo. mediante una votación popular. decidía el ganador. En los tres últimos programas antes de la final ya no había clases y la reconstrucción de la posada ya estaba acabada, por lo que ya comenzaban a acoger gente que había sido seleccionada por el equipo del programa. Por eso a partir de este punto ya no había una clasificación, y el consejo secreto podía expulsar a cualquier pareja. En la última semana la tarea consistía en preparar una campaña para que la gente del pueblo votara.

## Audiencias
| Temporada | Temporada | Episodios | Estreno            | Final              | Audiencia media | Audiencia media |
| Temporada | Temporada | Episodios | Estreno            | Final              | Espectadores    | Cuota           |
| --------- | --------- | --------- | ------------------ | ------------------ | --------------- | --------------- |
|           | 1         | 13        | 27 de mayo de 2011 | 30 de mayo de 2011 | 303 000         | 5,8%            |

## Primera temporada (2011)
| N.º (serie) | N.º (temp.) | Fecha                 | Audiencia      |
| ----------- | ----------- | --------------------- | -------------- |
| Temporada 1 |             |                       |                |
| 1           | 1           | 27 de febrero de 2011 | 824 000 (4,2%) |
| 2           | 2           | 6 de marzo de 2011    | 604 000 (3,0%) |
| 3           | 3           | 14 de marzo de 2011   | 298 000 (6,1%) |
| 4           | 4           | 21 de marzo de 2011   | 291 000 (6,6%) |
| 5           | 5           | 4 de abril de 2011    | 285 000 (6,2%) |
| 6           | 6           | 11 de abril de 2011   | 225 000 (7,1%) |
| 7           | 7           | 18 de abril de 2011   | 204 000 (6,6%) |
| 8           | 8           | 25 de abril de 2011   | 174 000 (5,2%) |
| 9           | 9           | 2 de mayo de 2011     | 223 000 (6,1%) |
| 10          | 10          | 9 de mayo de 2011     | 175 000 (4,0%) |
| 11          | 11          | 16 de mayo de 2011    | 207 000 (6,4%) |
| 12          | 12          | 23 de mayo de 2011    | 263 000 (9,7%) |
| 13          | 13          | 30 de mayo de 2011    | 162 000 (4,8%) |

### Participantes
Los concursantes de la primera edición fueron los siguientes:
| Concursante              | Galas ganadores   | Galas perdedores  | Duración | Información     |
| ------------------------ | ----------------- | ----------------- | -------- | --------------- |
| Victor García            | Galas 4, 5, 6 y 9 | Nunca             | 92 días  | Ganadores       |
| Jesús Gutierrez          | Galas 4, 5, 6 y 9 | Nunca             | 92 días  | Ganadores       |
| Rafa Escudo              | Galas 7 a 9       | Gala 4            | 92 días  | Subcampeones    |
| Gema Hernández           | Galas 7 a 9       | Gala 4            | 92 días  | Subcampeones    |
| Eli Lucas                | Nunca             | Galas 1, 2, 3 y 5 | 85 días  | 3.os Finalistas |
| Laura Martínez-Hidalgo   | Nunca             | Galas 1, 2, 3 y 5 | 85 días  | 3.os Finalistas |
| Fran Fruto               | Galas 1 y 3       | Nunca             | 64 días  | 3.os Expulsados |
| Petra Potes-de-Nartarete | Galas 1 y 3       | Nunca             | 64 días  | 3.os Expulsados |
| Antonio Oviedo           | Gala 2            | Nunca             | 43 días  | 2.os Expulsados |
| Yesica Yonatani          | Gala 2            | Nunca             | 43 días  | 2.os Expulsados |
| Manuel Suero             | Nunca             | Nunca             | 15 días  | 1.os Expulsados |
| Luis Salgado             | Nunca             | Nunca             | 15 días  | 1.os Expulsados |

## Estadísticas semanales
|                  | Gala 1 | Gala 2 | Gala 3 | Gala 4 | Gala 5 | Gala 6 | Gala 7 | Gala 8 | Gala 9 | Gala 10    | Gala 11    | Semifinal       | Final        |
| ---------------- | ------ | ------ | ------ | ------ | ------ | ------ | ------ | ------ | ------ | ---------- | ---------- | --------------- | ------------ |
| Victo y Jesús    | 6,0    | 6,5    | 6,9    | 7,0    | 7,4    | 7,4    | 7,4    | 6,7    | 6,9    | Finalistas | Finalistas | Finalistas      | Ganadores    |
| Rafa y Gema      | 6,7    | 7,0    | 7,0    | 6,3    | 6,9    | 7,0    | 7,5    | 7,0    | 6,9    | Finalistas | Finalistas | Finalistas      | Subcampeones |
| Eli y Laura      | 5,0    | 5,7    | 6,4    | 6,8    | 6,8    | 7,3    | 5,8    | 6,1    | 6,2    | Finalistas | Finalistas | 3.os Finalistas |              |
| Fran y Petra     | 8,8    | 7,3    | 7,4    | 6,5    | 6,8    | 6,7    | 5,0    | 5,6    | 6,0    |            |            |                 |              |
| Antonio y Yésica | 7,5    | 7,7    | 7,1    | 6,5    | 7,2    | 6,4    |        |        |        |            |            |                 |              |
| Manuel y Luis    | 6,5    | 6,4    | 6,4    |        |        |        |        |        |        |            |            |                 |              |

     La pareja fue finalista
     La pareja quedó en primera posición
     La pareja quedó en una posición intermedia
     La pareja fue expulsada
     La pareja quedó en última posición, sin llegar a ser expulsada
     La pareja ganó la competición
     La pareja quedó segunda
     La pareja quedó en tercer lugar
- Datos: Q6396462